# Фернандо Энрике (футболист, 2001)
Ферна́ндо Энри́ке до Насиме́нто Пере́йра (порт.-браз. Fernando Henrique do Nascimento Pereira; 1 июня 2001, Сан-Жозе-ди-Мипибу) — бразильский футболист, полузащитник клуба «Александрия».

## Биография
Футбольное образование получил в академии АБС, а в 2017 году перебрался в молодёжную систему «Гремио». В 2021 году дебютировал за основную команду, проведя 23 матча в бразильской Серии А.
В 2023 году подписал контракт с «Крузейро», после чего выступал в аренде за «Вила Нову», «Португезу Деспортос» и КРБ.
Летом 2025 года стал игроком «Александрии», заключив контракт на два года. За новый клуб дебютировал в Премьер-лиге в проигранном (1:3) матче против «Кудровки».